# الضرم
الضرم قرية سعودية، تتبع محافظة رنية بمنطقة مكة المكرمة. تقع في جنوب شرق مدينة مكة المكرمة بمسافة نحو () كم.